# ناتالي هايز هاموند
ناتالي هايز هاموند (بالإنجليزية: Natalie Hays Hammond)‏ هي مصممة أزياء تقليدية ومؤلفة ورسامة أمريكية، ولدت في 6 يناير 1904 في بلدة ليكوود ‏ في الولايات المتحدة، وتوفيت في 30 يونيو 1985 في نورث سالم في الولايات المتحدة.